# Volkssozialistische Bewegung Deutschlands/Partei der Arbeit
Volkssozialistische Bewegung Deutschlands/der Arbeit Partei (VSBD/PdA ou Movimento Socialista do Povo da Alemanha/Partido Trabalhista) foi uma organização neonazista alemã liderada por Friedhelm Busse. Foi fundada em 1971 e proibida em 1982. Ela utilizava, como seus emblemas de partido, uma águia estilizada sobre um escudo que continha uma cruz céltica e o wolfsangel.
Em uma época em que a extrema-direita da Alemanha estava distanciando-se do Nazismo convencional, a VSBD/PdA assumiu a liderança através do apoio da versão de tendências mais socialistas do Nazismo, Strasserismo. A Junge Front (Frente Jovem), um movimento de jovens ligados ao partido, também foi organizada.
Apesar do seu nome, o movimento não era um partido registrado, o que permitiu que o Ministério do Interior da Alemanha o banisse em 1982, como uma organização em oposição à Constituição. O uso da cruz céltica também foi proibido, salvo se seu uso fosse inócuo, sem contextos preocupantes. Logo depois, muitos de seus ex-membros fundaram a Frente Nacionalista, que pode ser vista como sucessora da VSBD/PdA.